# Juan Margarit i Pau
Juan Margarit i Pau (Gerona, 1422 - Roma, 21 de novembro de 1484) foi um cardeal do século XV.

## Primeiros anos
Nasceu em Gerona em Ca. 1422. De família aristocrática de segunda ordem, oriunda do estado militar. Ele foi o quarto dos cinco filhos de Joan Margarit. Os outros irmãos eram Bernat, Berenguer, Jaume e Francesc. Ele também tinha irmãs. Seu sobrenome também está listado como Moles de Margarit. Ele foi chamado de Cardeal de Gerona ou Girona. Seu primeiro nome também está listado como Joan; e como Joana.

## Educação
Estudou direito civil e canônico na Universidade de Bolonha; obteve o doutorado em utroque iure em 1443. Ele também tinha muito conhecimento em teologia, humanidades e oceanografia.

## Vida pregressa
Ele foi destinado ao sacerdócio desde a infância. Clérigo de Gerona. Cônego do capítulo da catedral de Gerona em 1434. Acompanhou seu tio, o bispo Bernardo de Pau de Gerona, ao Concílio de Basilea em março de 1437; residiu no Collegio San Clemente , Bolonha; foi encarregado, nesse mesmo ano, pelo governador de Bolonha de arbitrar entre dois grupos de estudantes do colégio que disputavam a eleição do reitor. Arquidiácono de Selva, diocese de Gerona, 2 de setembro de 1441. Quando terminou os estudos em Bolonha em 1443, sua aspiração era ingressar na corte papal de Roma, mas não conseguiu, apesar da recomendação do rei Alfonso V. Retornou para Gerona em julho de 1443 e seu tio, o bispo, nomearam-no vigário geral da diocese de Gerona. Como procurador de seu tio, participou nas Cortes de Barcelona de 1446-1448. Nomeado, durante o pontificado do Papa Eugênio IV, reitor do mosteiro agostiniano de San Martín Ça Costa, em Gerona; renunciou ao cargo durante o pontificado do Papa Nicolau V. Nomeado sacristão maior de Gerona. Foi para Roma em 1448. Nomeado procurador do rei de Nápoles em Roma em 14 de setembro de 1449. Clérigo da Câmara Apostólica, 3 de janeiro de 1450; prestou juramento em 5 de outubro de 1450. Embaixador do rei Juan II de Castela.

## Episcopado
Eleito bispo de Elne, 23 de março de 1453. Consagrado (nenhuma informação encontrada). Retornou à Catalunha e participou das Cortes de Barcelona de 1454 a 1458. Enviado a Nápoles pelo rei Alfonso V de Aragão e a Nápoles por volta de 1455 para assuntos importantes. Embaixador do seu sucessor, o rei Joana II de Aragão, perante o Papa Pio II, a quem acompanhou no Congresso de Mântua em 1459. O rei Joana II recomendou-o para o cardinalato numa carta de 12 de janeiro de 1461 ao papa. O Papa Pio II nomeou-o núncio à coroa de Aragão em 1461 com uma dupla missão: tentar reconciliar o rei Joana II e o seu filho Carles, príncipe de Viana; e promover a cruzada contra os muçulmanos e a favor do reino de Chipre e do seu monarca destronado; ele não teve sucesso em nenhuma das missões. Regressou à Catalunha e permaneceu ao lado do rei Joana II durante a guerra civil entre este e a Generalitat , defensora da causa do príncipe Carles de Viana; participou ativamente de algumas batalhas, como na defesa e proteção da Rainha Joana Enríquez, esposa de Joana II, e do Príncipe Ferran, o herdeiro, durante o cerco à Força de Gerona em 1462 ; a guerra civil terminou em 1472; nesse mesmo ano, o rei solicitou, sem sucesso, a promoção ao cardinalato do bispo Margarit; foi nomeado conselheiro real e teve intensa atividade política em Aragão até a morte do rei Joana II em 1479 em Barcelona. Transferido para a Sé de Gerona em 23 de setembro de 1461; entronizado em 18 de fevereiro de 1462; ocupou a sé até sua morte. Chanceler de Aragão durante os reinados do rei Joana II e Ferran (Fernando "el Católico"). Desempenhou diversas missões diplomáticas para o rei Ferran II; o cardeal foi à Itália em 1481 para dissuadir os venezianos de continuarem as suas relações com os turcos; a missão foi difícil e só foi concluída de forma satisfatória no final de 1482; ele fez um famoso discurso perante o Senado veneziano em 10 de maio de 1481, que foi publicado em Roma em 1º de julho; visitou várias vezes Nápoles, Veneza e Roma; contou com a inestimável ajuda do Jurista Bartomeu de Verí. Em novembro de 1482, foi assinada a paz entre o Papa Sisto IV e Alfons da Calábria; e um mês depois; a paz entre o papa e o rei Fernando de Nápoles também foi assinada. O papa estava prestes a abandonar a causa dos venezianos e atribuiu à intervenção de Ferran de Aragão e Isabel de Castela e do seu embaixador, o bispo Margarit, o sucesso da missão e a paz e tranquilidade da Itália. Em agradecimento, o papa promoveu o bispo ao cardinalato; O rei Ferran de Aragão tentava obter a promoção desde 1478.

## Cardinalato
Criado cardeal sacerdote no consistório de 15 de novembro de 1483 celebrado na basílica patriarcal do Vaticano; recebeu o título de S. Vitale em 15 de novembro de 1483; e o chapéu vermelho em 19 de novembro de 1483. Optou pelo título de S. Balbina, em 17 de março de 1484. Participou do conclave de 1484, que elegeu o Papa Inocêncio VIII. Nomeado legado em Campanga pelo novo Papa Inocêncio VIII; morreu antes de tomar posse do posto. Escreveu uma história da Espanha em dez volumes que foi impressa por Sancho Nebrija em Granada em 1545. Foi um dos mais importantes representantes do Humanismo na Catalunha (4) . Deixou vários discursos em catalão nas Cortes de Barcelona, e outros em latim como o do Senado veneziano, bem como várias obras importantes de história, teologia e apologética
Morreu em Roma em  21 de novembro de 1484, de pedras nos rins. Seus restos mortais foram levados sete horas depois, sob chuva torrencial, para a igreja de S. Maria del Popolo e ali sepultados. O funeral foi celebrado em 11 de dezembro de 1484. Ele havia construído uma capela na catedral de Gerona onde queria ser sepultado, mas isso nunca aconteceu.